# AMPL
AMPL, acronimo di A Mathematical Programming Language (Linguaggio di programmazione matematica), è un linguaggio ad alto livello, sviluppato dai laboratori Bell, per descrivere e risolvere grossi e complicati problemi di programmazione matematica (per esempio problemi di ottimizzazione e di scheduling). AMPL non risolve i problemi direttamente; chiama invece dei solver (come CPLEX, FortMP, MINOS, IPOPT, SNOPT, KNITRO, ed altri) per ottenere le soluzioni.
Un particolare vantaggio di AMPL è la vicinanza tra la notazione matematica e la sua sintassi nei problemi di ottimizzazione. Questo permette di essere molto concisi nella definizione di problemi di ottimizzazione matematica. Alcuni dei solver sono disponibili nel server NEOS.
AMPL è stato creato da Robert Fourer, David Gay e Brian Kernighan. Attualmente appartiene all'AMPL Optimization LLC.